# Shin Bet
Shin Bet tidligere Shabak (Sherut ha-Bitachon ha-Klali), Israels interne efterretningstjeneste, også kendt som GSS (General Security Service).
| Politi | Spire Denne politirelaterede artikel er en spire som bør udbygges. Du er velkommen til at hjælpe Wikipedia ved at udvide den. |